# Byle do jutra III
Byle do jutra III (chiń. 英雄本色3-夕陽之歌; pinyin Yīng Xióng Běn Sè Sān – Xī Yáng Zhī Gē; jyutping Jing1 Hung4 Bun2 Sik1 Saam1 – Zik6 Joeng4 Zi1 Go1) – hongkoński wojenny film akcji w reżyserii Tsuia Harka, którego premiera odbyła się 20 października 1989 roku.
W 1990 roku podczas 9. edycji Hong Kong Film Awards Chi Fung Lok był nominowany do nagrody Hong Kong Film Award w kategorii Best Art Direction, a Lowell Lo był nominowany w kategorii Best Original Film Score.

## Obsada
Źródło: Filmweb
- Chow Yun Fat – Mark Gor
- Saburō Tokitō – Ho Cheung Ching/Tanaka
- Shih Kien – Pat
- Anita Mui – Chow Ying Kit
- Tony Leung Chiu Wai – Cheung Chi Mun